# Ocotea praetermissa
Ocotea praetermissa är en lagerväxtart som beskrevs av H. van der Werff. Ocotea praetermissa ingår i släktet Ocotea och familjen lagerväxter. Inga underarter finns listade i Catalogue of Life.